# Walter Zeller
Walter Zeller (Ebersberg, 11 settembre 1927 – 4 febbraio 1995) è stato un pilota motociclistico tedesco.

## Carriera
Nel motomondiale ha ottenuto punti validi per la classifica in 7 gran premi, arrivando 5 volte sul podio e nel 1956 si è laureato vicecampione del mondo nella classe 500 alle spalle di John Surtees.
Dopo aver conquistato nel 1951 il titolo di campione tedesco, nel 1953 conquistò anche la vittoria della classe 500 nel Gran Premio motociclistico di Germania che si era disputato sul circuito del Schottenring; la gara non era però valida per il campionato mondiale.
La prima presenza nelle posizioni in grado di attribuire punteggio nel mondiale fu perciò nel motomondiale 1955, nel Gran Premio di casa e in seno alla squadra ufficiale della BMW a cui fu fedele per tutta la durata della carriera. Fu quello anche l'unico risultato valido dell'anno.
Nel 1956 arrivò tra i primi 6 al traguardo in 4 delle 6 gare in programma, raggiungendo il secondo posto finale; l'anno successivo appare nelle classifiche solo nei gran premi di Germania e d'Olanda conquistando due terzi posti e ponendo termine alla sua carriera professionistica.

## Risultati nel motomondiale
| 1953 | Classe | Moto |     |   |  |    |  |  |   |     |  | Punti | Pos. |
| ---- | ------ | ---- | --- | - |  | -- |  |  | - | --- |  | ----- | ---- |
| 1953 | 500    | BMW  | Rit | 7 |  | NE |  |  | 8 | Rit |  | 0     |      |

| 1954 | Classe | Moto |  |  |    |  |  |     |  |    |  | Punti | Pos. |
| ---- | ------ | ---- |  |  | -- |  |  | --- |  | -- |  | ----- | ---- |
| 1954 | 500    | BMW  |  |  | AN |  |  | Rit |  | 13 |  | 0     |      |

| 1955 | Classe | Moto |  |  |  |   |  |  |  |  |  | Punti | Pos. |
| ---- | ------ | ---- |  |  |  | - |  |  |  |  |  | ----- | ---- |
| 1955 | 500    | BMW  |  |  |  | 2 |  |  |  |  |  | 6     | 7º   |

| 1956 | Classe | Moto |   |   |   |     |     |   |  |  |  | Punti | Pos. |
| ---- | ------ | ---- | - | - | - | --- | --- | - |  |  |  | ----- | ---- |
| 1956 | 500    | BMW  | 4 | 2 | 2 | Rit | Rit | 6 |  |  |  | 16    | 2º   |

| 1957 | Classe | Moto |   |     |   |     |  |  |  |  |  | Punti | Pos. |
| ---- | ------ | ---- | - | --- | - | --- |  |  |  |  |  | ----- | ---- |
| 1957 | 500    | BMW  | 3 | Rit | 3 | Rit |  |  |  |  |  | 8     | 6º   |

| Legenda | 1º posto        | 2º posto            | 3º posto            | A punti      | Senza punti        | Grassetto – Pole position Corsivo – Giro più veloce |
| Legenda | Gara non valida | Non qual./Non part. | Ritirato/Non class. | Squalificato | '-' Dato non disp. | Grassetto – Pole position Corsivo – Giro più veloce |